# كاميلي هندرسون
كاميلي هندرسون هي مغنية كندية، ولدت في 16 يونيو 1970.

## وصلات خارجية
- كاميلي هندرسون على موقع IMDb (الإنجليزية)
- كاميلي هندرسون على موقع ميوزك برينز (الإنجليزية)
- كاميلي هندرسون على موقع ديسكوغز (الإنجليزية)